# Lý Uyển
Lý Uyển (chữ Hán: 李琬; ? - 755), tự Tự Huyền (嗣玄), hoàng tử thứ sáu của Đường Huyền Tông Lý Long Cơ, mẹ đẻ là Lưu Hoa phi (刘华妃).

## Tiểu sử

### Tiết độ Lũng Hữu
Không rõ năm sinh, dựa theo năm sinh của Đường Huyền Tông, hẳn là sau năm 711.
Tháng hai năm 714, phong Chân vương (甄王), tháng 3 năm 724, đổi tên thành Lý Hoảng (李滉), phong Vinh vương (荣王). Năm 727, nhận chức Kinh Triệu mục, Diêu Lĩnh Lũng Hữu Tiết độ đại sứ.
Năm 735, kiêm Khai phủ nghi đồng tam ty. Tháng mười hai cùng năm, cưới Trịnh thị làm Vinh vương phi.
Năm 737, đổi tên Lý Uyển (李琬).
Năm 741, nạp Tiết thị làm Vinh vương phi.

### Chinh phạt An Sử
Tháng sáu năm 742, nhận chức Thiền vu Đại đô hộ.
Tháng mười một năm 755, An Lộc Sơn (安禄山) tạo phản ở Phạm Dương, Đường Huyền Tông hạ chiếu phong Lý Uyển làm Chinh thảo Nguyên soái, Cao Tiên Chi (高仙芝) là Phó nguyên soái. Mấy ngày sau, Lý Uyển băng thệ.

## Gia đình

### Phụ mẫu
- Phụ thân: Đường Huyền Tông Lý Long Cơ.
- Mẫu thân: Lưu Hoa phi (刘华妃).

### Thê thiếp
- Vương phi Trịnh thị (王妃郑氏), con gái Nghiệp huyện Huyện lệnh Trịnh Bác Cổ (郑博古), xuất thân Huỳnh Dương Trịnh thị (荥阳郑氏).
- Vương phi Tiết thị (王妃薛氏), con gái Tân Phong Huyện lệnh Tiết thị, xuất thân Hà Đông Tiết thị (河东薛氏).

### Con cái
- Tế Âm Quận vương Lý Phủ (济阴郡王李俯), Thái bộc khanh.
- Bắc Bình Quận vương Lý Giai (北平郡王李偕), Quốc tử Tế tửu.
- Trần Lưu Quận vương Lý Thiến (陈留郡王李倩).
- Lý Nguyên (李傆), Vệ úy khanh.
- Lý Giới (李僓), Bí thư giám.
- Lý Bội (李佩), Hồng Lư khanh.
- Văn An Quận vương Lý Tượng (文安郡王李像).
- Tiểu Ninh Quốc Công chúa (小宁国公主).Tiêu Quốc công chúa (蕭國公主) là con gái của Đường Túc Tông, sơ phong Ninh Quốc công chúa (寧國公主).Năm Càn Nguyên (758), gả sang Hồi Hột lấy Anh Vũ Uy Viễn Khả hãn (英武威远可汗), sách phong Khả đôn (可敦). Một năm sau (759), Anh Vũ Khả Hãn qua đời, tập tục phải tuẫn tang, công chúa cự tuyệt và được đón về Đại Đường,thay thế bằng con gái Ninh vương Lý Uyển.